# Мавровски Ханови
Мавровски Ханови (мкд. Маврови Анови) су насељено место у Северној Македонији, у северозападном делу државе. Мавровски Ханови припадају општини Маврово и Ростуша.
Мавровски Ханови су били седиште истоимене општине до 2004. године, када је она припојена општини Маврово и Ростуша. Данас су Мавровски Ханови важно туристичко насеље у оквиру веће високопланинске туристичке области Маврова.

## Географски положај
Насеље Мавровски Ханови је смештено у северозападном делу Северне Македоније. Од најближег већег града, Гостивара, насеље је удаљено 26 km југозападно.
Мавровски Ханови се налазе у оквиру високопланинске области Маврово. Насеље је положено високо, на јужним висовима планине Враца, која се северно наставља на Шар-планину. Јужно се протезала Мавровска висораван, које 1947. године, подизањем бране, претворено у Мавровско језеро. Надморска висина насеља је приближно 1.270 метара.
Клима у насељу је оштра планинска.
Мавровски Ханови се данас налазе у највећем националном парку у Северној Македонији, Националном парку „Маврово“.

## Становништво
По попису становништва из 2002. године Мавровски Ханови су имали 167 становника.
Претежно становништво у насељу су етнички Македонци (82%), а у мањини су Турци (10%). 
Већинска вероисповест у насељу је православље.